# Thomas Werthén
Frans Anders Thomas Werthén, född 31 december 1953 i Habo församling i dåvarande Skaraborgs län, är en svensk moderat politiker. Han var kommunalråd och kommunstyrelsens ordförande i Habo kommun, mellan 2009 och 2018.
Thomas Werthén har en examen som maskiningenjör, är utbildad i marknadsföring och har arbetat som försäljare. År 2005 gav han sig in i politiken i hemkommunen Habo, 2006 blev han ordförande i barn- och utbildningsnämnden samt 2009 kommunalråd och ordförande i kommunstyrelsen. 2014 efterträddes han som ks-ordförande av David Svensson.
Han var från 1986 gift med Marie-Louise Bergh (1957–2021).